# رنگینک‌های سبزفام
رنگینک‌های سبزفام (نام علمی: Chloropipo) نام یک سرده از تیره رنگینک است.
این سرده دو گونه دارد:
- رنگینک سرزرد (Chloropipo flavicapilla)
- رنگینک شبق (Chloropipo unicolor)